# Caligo
Caligo är ett släkte av fjärilar. Caligo ingår i familjen praktfjärilar.

## Bildgalleri

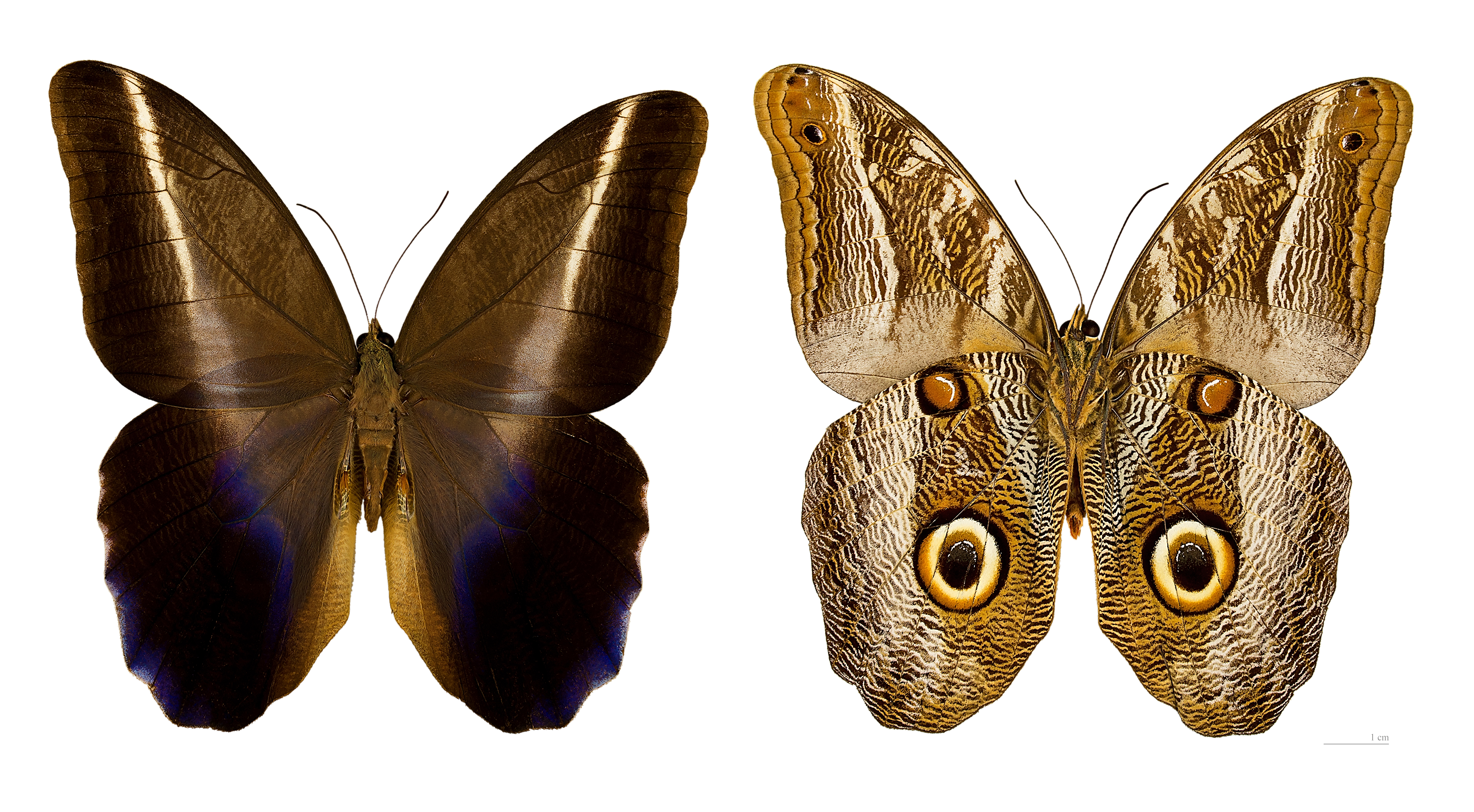
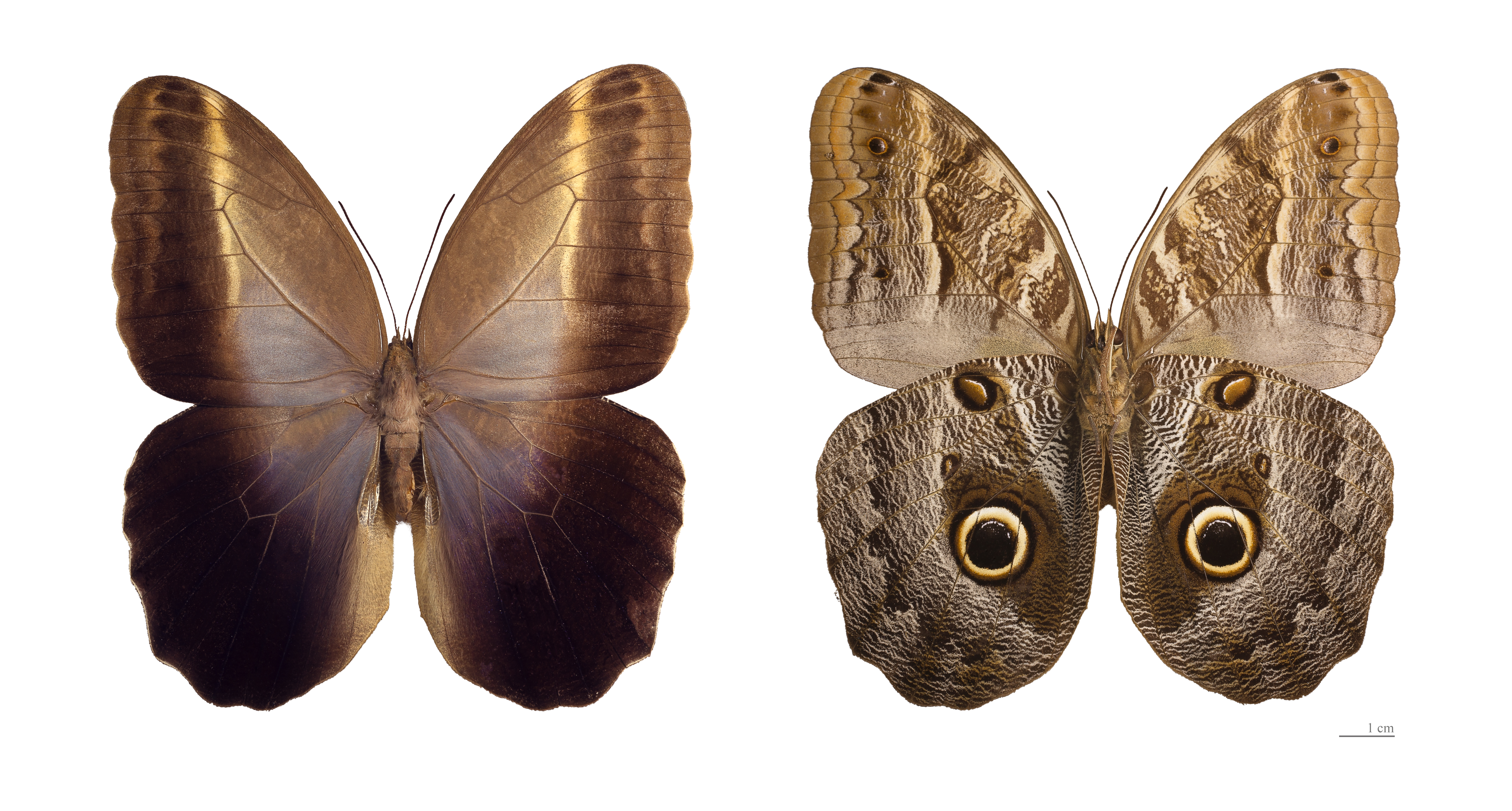
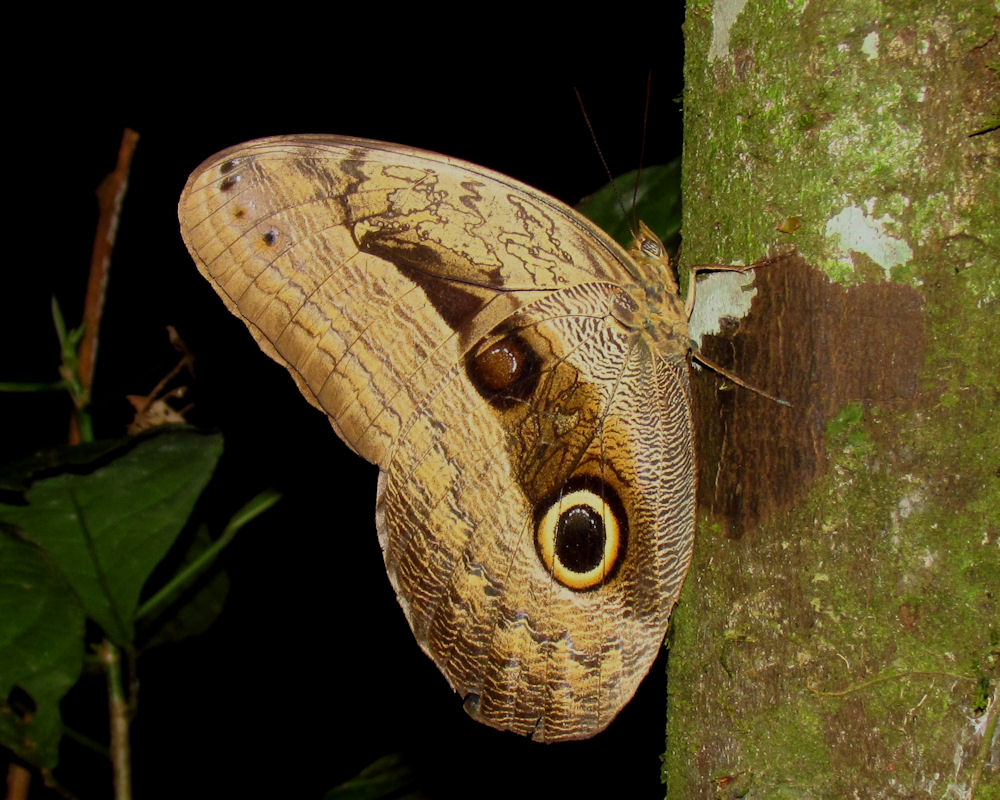
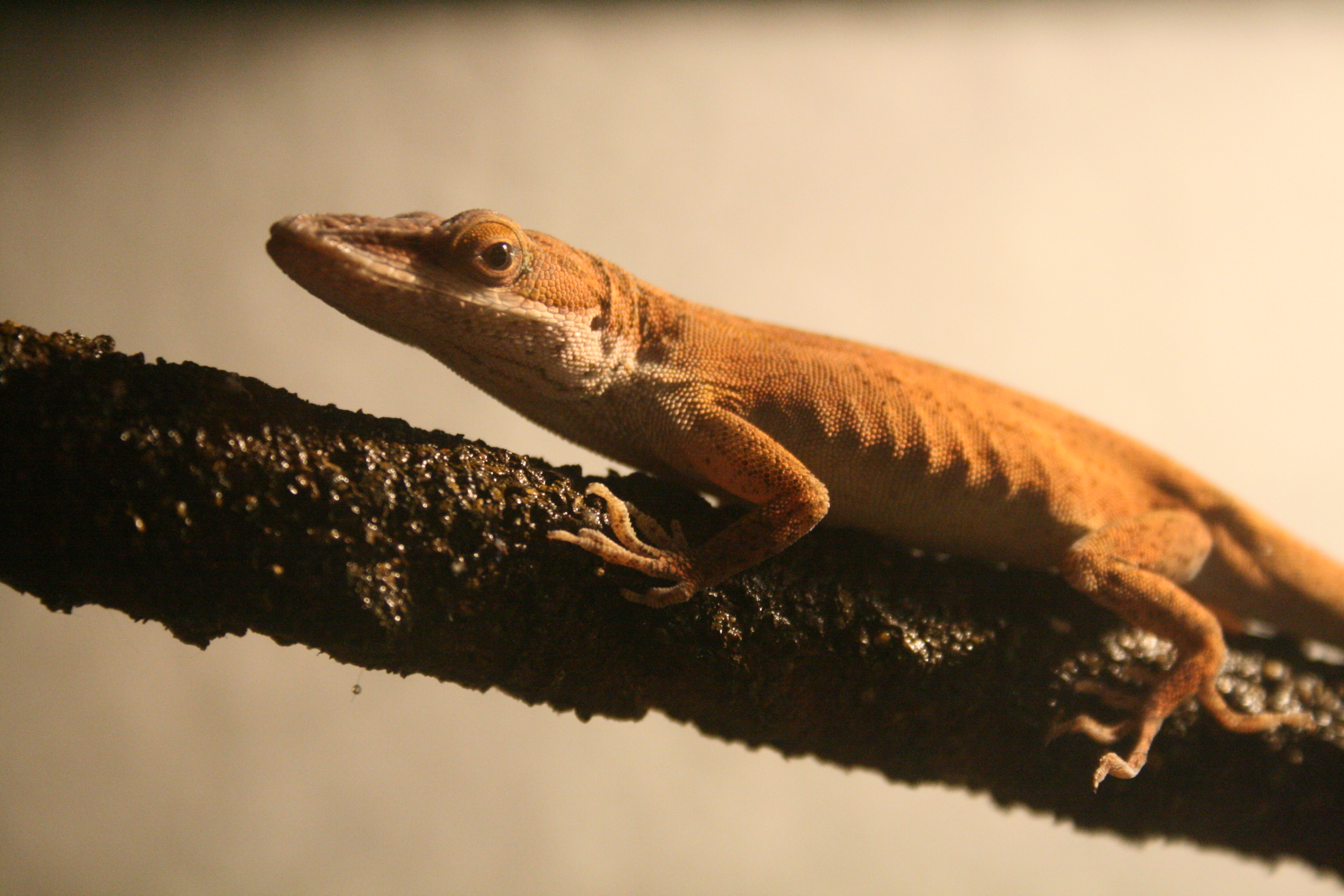
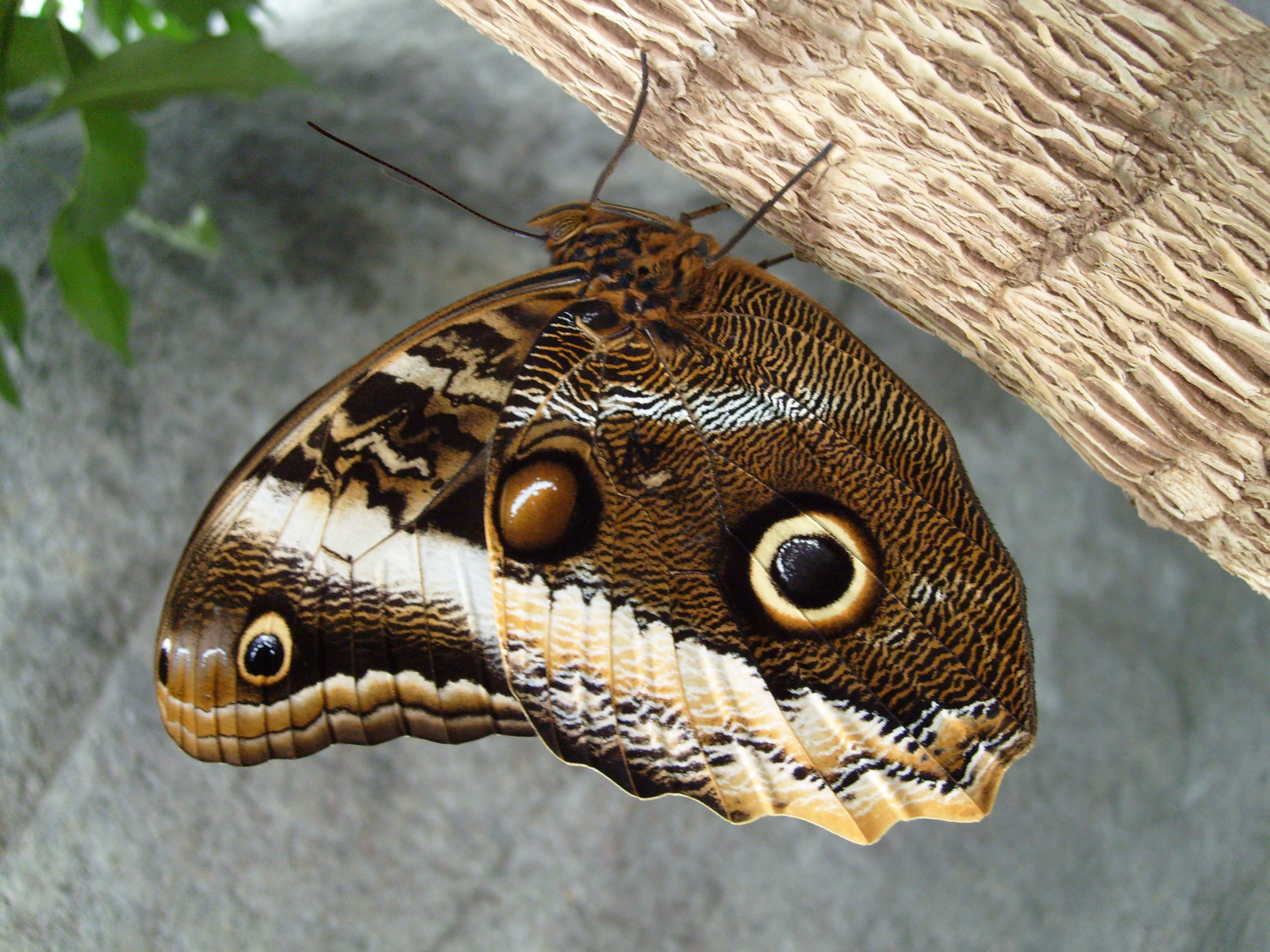
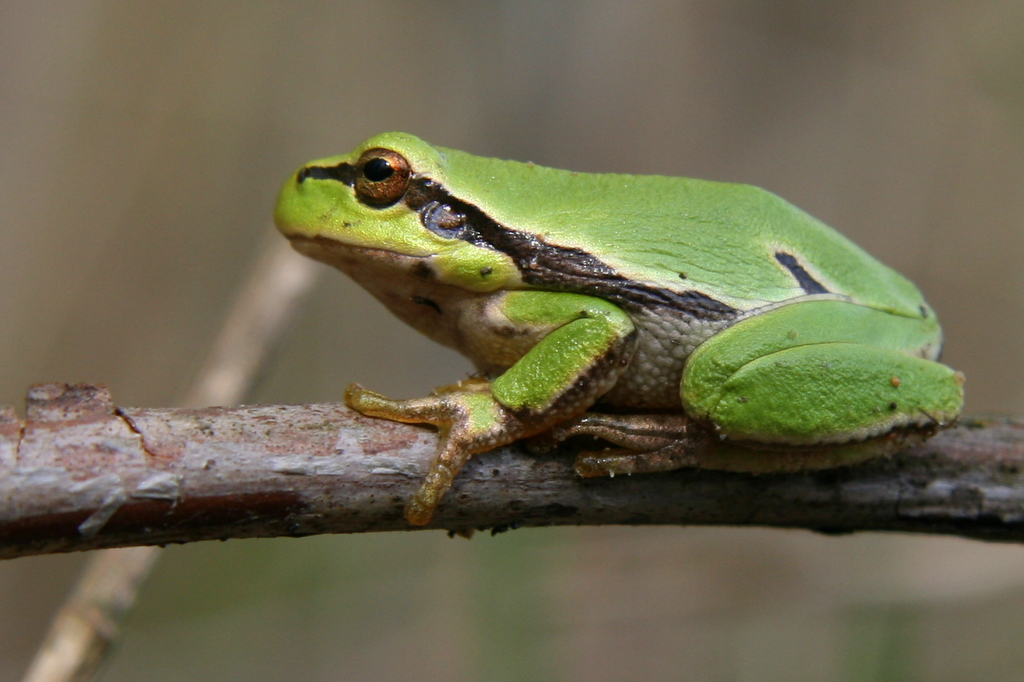

## Dottertaxa tillCaligo, i alfabetisk ordning[1]
- Caligo agamemnon
- Caligo agesilaus
- Caligo ajax
- Caligo anaximandrus
- Caligo andicolens
- Caligo apollo
- Caligo apollonidas
- Caligo ariphron
- Caligo arisbe
- Caligo aristophanes
- Caligo atlas
- Caligo atreus
- Caligo bellerophon
- Caligo beltrao
- Caligo bolivianus
- Caligo brasiliensis
- Caligo cachi
- Caligo caesia
- Caligo dardanus
- Caligo delectans
- Caligo demosthenes
- Caligo dentina
- Caligo diluta
- Caligo dionysos
- Caligo ecuadora
- Caligo epimetheus
- Caligo euphorbus
- Caligo eurilochus
- Caligo fruhstorferi
- Caligo fulgens
- Caligo galba
- Caligo hippolochus
- Caligo hyposchesis
- Caligo hänschi
- Caligo ibycus
- Caligo idomeneus
- Caligo idomenides
- Caligo illioneus
- Caligo inachis
- Caligo insulana
- Caligo iris
- Caligo japetus
- Caligo joasa
- Caligo livius
- Caligo marsus
- Caligo martia
- Caligo mattogrossensis
- Caligo memnon
- Caligo menes
- Caligo menoetius
- Caligo micans
- Caligo minor
- Caligo modestus
- Caligo morpheus
- Caligo nocturna
- Caligo nubila
- Caligo oberon
- Caligo oberthürii
- Caligo obidona
- Caligo obscurus
- Caligo oedipus
- Caligo oileus
- Caligo pallida
- Caligo pampeiro
- Caligo pavo
- Caligo pavonides
- Caligo peleus
- Caligo pheidriades
- Caligo philademus
- Caligo philinos
- Caligo phokilides
- Caligo phorbas
- Caligo phorkys
- Caligo phoroneus
- Caligo phryasus
- Caligo placidianus
- Caligo polyxenus
- Caligo praecana
- Caligo praxsiodus
- Caligo privata
- Caligo prometheus
- Caligo reinwardtianus
- Caligo rhoetus
- Caligo saltus
- Caligo scamander
- Caligo semicaerulea
- Caligo stratonides
- Caligo sulana
- Caligo superba
- Caligo suzanna
- Caligo taramela
- Caligo telamonius
- Caligo telemachus
- Caligo teucer
- Caligo umbratilis
- Caligo uranus
- Caligo zeuxippus